# Chökyi Wangchuk
(Mipham) Chökyi Wangchuk (aussi Wangchug), tibétain : ཆོས་ཀྱི་དབང་ཕྱུག, Wylie : chos kyi dbang phyug, né le 6 octobre 1584 et mort le 2 novembre 1630, est un tulkou tibétain. Il est le sixième Shamarpa, l'un des leaders spirituels les plus influents du karma kagyü dans le bouddhisme tibétain et du kagyü en général.

## Biographie
Chökyi Wangchuk est né à Sholung. Le karmapa Wangchuk Dorje l'a reconnu à l'âge de cinq ans et intronisé au collège monastique Dagpo Shedrup Ling. De lui, il reçoit des enseignements et devient un expert en méditation dès l'âge de 12 ans. Sous la direction de Lama Karma Tinlaypa, il étudie le sanskrit qu'il maîtrise parfaitement à 16 ans. En 1583, il fonde le centre de méditation Thupden Nyingche Ling. Shamar Choskyi Wangchuk a eu plusieurs visions de bon augure de Sakya Pandita et compose une prière pour lui et pour Manjushri. Le souverain de Jyang l'invite dans son royaume où il corrige des erreurs du Kangyour. Il transmet les enseignements du mahamudra. Il se rend au monastère de Surmang et y donne des enseignements. Peu après, il reconnait et intronise le 10e karmapa, Chöying Dorje. 
Il part en pèlerinage au Népal. Dans la vallée de Katmandou, il visite le stupa de Bodnath où il est accueilli par le roi Laksminara Simha Malia. Il visite le stupa de  Swayambhunath et construit quatre autels dorés dans les quatre directions. Un récit de cette visite est inscrit sous l'arc du côté sud du temple. Shamarpa est retourné au Tibet, via Yolmo, dans le nord du Népal. À Tashigang, il rencontre le karmapa et lui présente une mangouste du Népal et lui transmet le reste des enseignements. Shamarpa fabrique et peint une petite statue en argile de lui-même, puis la bénie et la consacrée (elle est conservée au monastère de Rumtek). Khedrup Karma Chagme (en) le rencontre pour recevoir des enseignements. Puis, le vingt-huitième jour du neuvième mois de l'année du cheval de fer mâle (1630), au matin, il meurt. Ses principaux disciples sont le 10e karmapa, Karma Mipham Tsewang Rabten (le souverain de Jyang) et Khedrup Karma Chagme.